# Azzano Decimo
Azzano Decimo (furlansko Daçan di Pordenon) je mesto in občina v italijanski Avtonomni deželi Furlaniji - Julijski krajini, na severovzhodu Italije. Leži ob reki Meduna.
Občina Azzano Decimo ima 15.771 prebivalcev.

## Naselja
V občini je več naselij. Imena naselij v italijanščini in furlanščini:
- Corva / Corve
- Fagnigola / Fagnigule
- Tiezzo / Tieç
- Cesena / Cesene
- Le Fratte / Lis Fratis
- Cinque Strade / Cinc Stradis